# Fractura d'Essex-Lopresti
La fractura d'Essex-Lopresti  es refereix a un tipus especial de fractura a nivell de l'avantbraç, on s'observa una fractura a nivell del cap del radi amb una luxació en l'articulació ràdio-ulnar distal, sumat a més a una disrupció en la membrana interòssia, la qual cosa li confereix una gran inestabilitat. La lesió anomenada així en honor de Peter Essex-Lopresti, qui la va descriure el 1951.

## Mecanisme d'acció
Pacients que cauen des d'altura recolzant-se amb la mà.

## Diagnòstic
El dolor a nivell de l'articulació proximal i distal de l'articulació ràdio-ulnar, sumat a les imatges corresponents realitzen el diagnòstic. En general, s'observa una subluxació dorsal a nivell ulnar al canell.